# Крстич, Добросав
Добросав Крстич (серб. Добросав Крстић; 5 февраля 1932, Нови-Сад — 3 мая 2015, Нови-Сад) — югославский футболист, игравший на позиции полузащитника, в частности, за клубы «Воеводина» и французский клуб «Сошо», а также национальную сборную Югославии. Серебряный призёр Олимпийских игр 1956 года. После завершения игровой карьеры — тренер.

## Клубная карьера
В футболе дебютировал в 1950 году выступлениями за команду «Воеводина», в которой провёл двенадцать сезонов, приняв участие в 200 матчах чемпионата Югославии.
Своей игрой привлёк внимание представителей тренерского штаба клуба «Сошо», к составу которого присоединился в 1962 году. Отыграл за команду из Сошо следующие четыре сезона своей игровой карьеры. Большинство времени, проведённого в составе клубе, был основным игроком команды.
Завершил игровую карьеру в клубе «Руан», за который выступал в течение 1966—1967 годов.

## Выступления за сборную
В 1955 году дебютировал в официальных матчах в составе национальной сборной Югославии. В течение карьеры в национальной команде провёл в её форме 30 матчей, забив 1 гол.
В составе сборной был участником футбольного турнира на Олимпийских играх 1956 года в Мельбурне, где вместе с командой завоевал «серебро».
В составе сборной был участником чемпионата мира 1958 года в Швеции, где сыграл с Шотландией (1-1), Францией (3-2), Парагваем (3-3) и в четвертьфинале с ФРГ (0-1) .

## Карьера тренера
Начал тренерскую карьеру сразу же после завершения карьеры игрока, в 1967 году, возглавив тренерский штаб клуба «Сошо».
Также работал в Габоне, где выиграл национальный чемпионат с клубом «Либревиль».
Умер 3 мая 2015 на 82 году жизни в городе Новый Сад.